# Pristimantis flabellidiscus
Espèce
Synonymes
- Mucubatrachus flabellidiscus La Marca, 2007

Statut de conservation UICN

 DD  : Données insuffisantes
Pristimantis flabellidiscus est une espèce d'amphibiens de la famille des Craugastoridae.

## Répartition
Cette espèce est endémique de la municipalité de Rangel dans l'État de Mérida au Venezuela. Elle se rencontre à environ 2 860 m d'altitude dans la cordillère de Mérida.

## Publication originale
- La Marca, 2007 "2006" : Sinopsis taxonomica de dos generos nuevos de anfibios (Anura: Leptodactylidae) de los Andes de Venezuela. Herpetotropicos, vol. 3, no 2, p. 67-87 (texte intégral).